# Jakub Erol

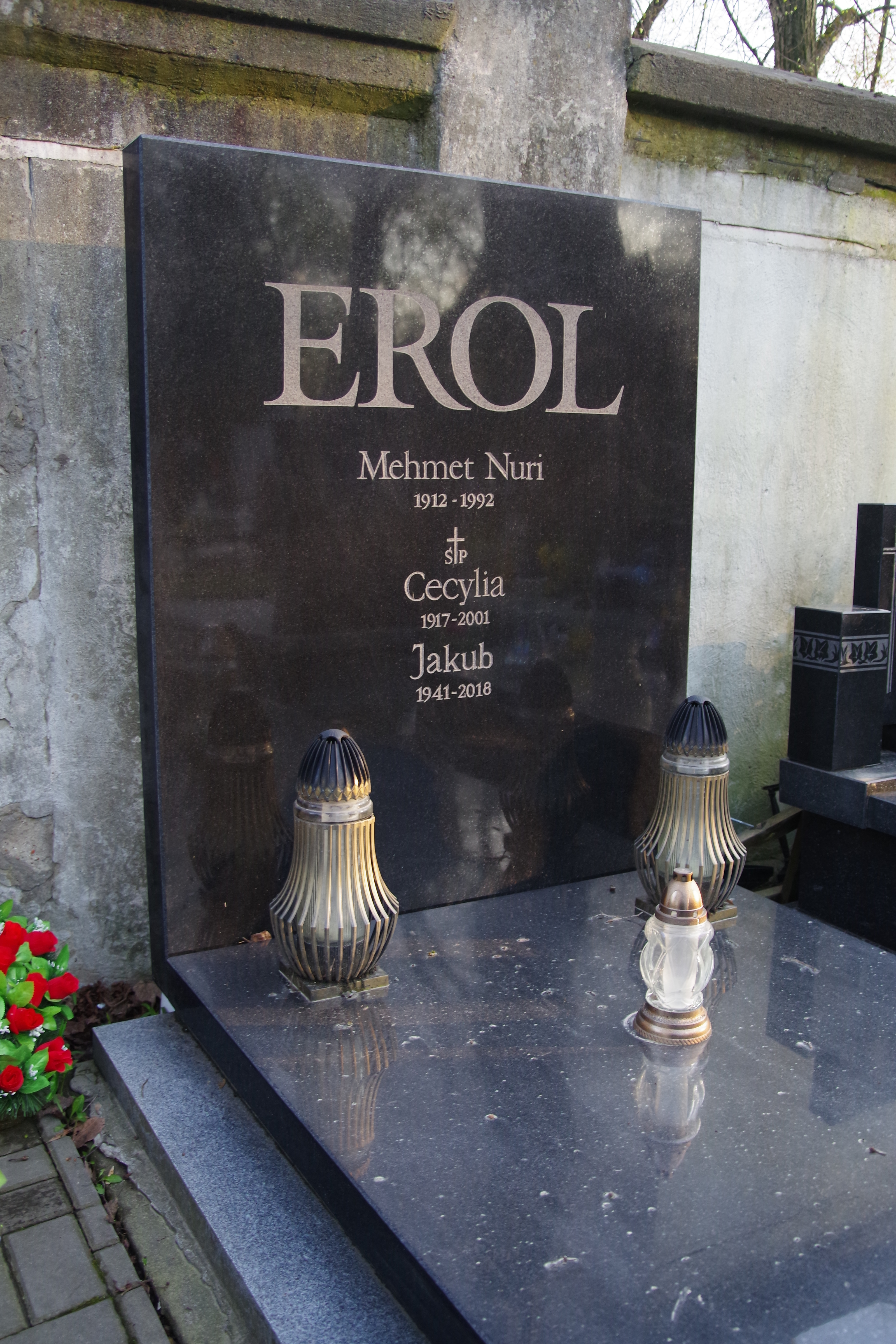
grób Jakuba Erola w części rzymskokatolickiej Starego Cmentarza w Łodzi

Jakub Zygmunt Erol (ur. 30 listopada 1941 w Zamościu, zm. 8 lutego 2018 w Warszawie) – polski grafik, autor plakatów, zaliczany do tzw. polskiej szkoły plakatu.

## Życiorys
Był synem Mehmeta Nuri Fazlı oğlu, z zawodu piekarza, Turka od 1934 mieszkającego w Polsce, i Cecylii Szyszkowskiej, miał dwóch braci, Feriduna Jerzego i Envera Edwarda Macieja (ur. 1943). Od 1950 mieszkał w Łodzi, gdzie jego ojciec prowadził cukiernię. Tam też ukończył szkołę podstawową i średnią.
Studiował pod kierunkiem Henryka Tomaszewskiego w Akademii Sztuk Pięknych w Warszawie. Pracę dyplomową obronił w 1968. Następnie współpracował z Krajową Agencją Wydawniczą oraz Centralą Dystrybucji Filmów (potocznie nazywaną Filmem Polskim), dla której przygotował kilkaset plakatów filmowych do filmów polskich i zagranicznych. Był autorem portretu „Człowiek Roku 1989 - Lech Wałęsa” dla hiszpańskiego magazynu „El Periodico” w Barcelonie.
Poza plakatem zajmował się scenografią teatralną, ilustracją książkową i innymi formami grafiki użytkowej.
Zmarł w Warszawie, pochowany w grobie rodzinnym w części rzymskokatolickiej Starego Cmentarza w Łodzi.

## Nagrody i wyróżnienia
- nagroda Międzynarodowej Federacji Krytyków Filmowych (FIPRESCI) na Festiwalu w Cannes za plakat do filmu Andriej Rublow (1969)[9]
- nagroda Ogólnopolskiego Biennale Plakatu Polskiego w Katowicach (1973, 1985)
- wyróżnienia w konkursie plakatów filmowych „The Hollywood Reporter” w Los Angeles (1974, 1975, 1976, 1984, 1985)
- Nagroda im. Tadeusza Trepkowskiego (1975)
- wyróżnienie na Międzynarodowym Biennale Plakatu (1986)[1]
- Nagroda The Chicago International Film Festival (1987)
- Medal Stowarzyszenia Autorów ZAiKS (2009)[10]

Źródło:.